# Central Bedfordshire
Central Bedfordshire es una autoridad unitaria del condado de Bedfordshire en Inglaterra (Reino Unido). Sus principales localidades son:
- Ampthill 21,407
- Arlesey 6,160
- Barton-le-Clay 5,068
- Beeston 781
- Biggleswade 19,580
- Blunham 1,046
- Broom 639
- Caddington 3,183
- Chalton 557
- Chicksands 1,580
- Clifton 2,524
- Clophill 2,479
- Cranfield 5,870
- Dunstable 32,800
- Dunton 764
- Eaton Bray 4,096
- Everton 530
- Fairfield Park 3,434
- Greenfield / Flitton 1,876
- Harlington 2,320
- Haynes 927
- Heath and Reach 1,466
- Henlow 2,370
- Hockliffe 1,039
- Holywell 647
- Houghton Conquest 1,416
- Houghton Regis 17,829
- Kensworth 1,519
- Langford 3,201
- Leighton Buzzard 41,725
- Lidlington 1,254
- Lower Stondon 4,253
- Marston Moretaine 4,928
- Maulden 2,567
- Meppershall 1,720
- Moggerhanger 617
- Potton 5,134
- Pulloxhill 608
- Sandy 11,856
- Shefford 6,865
- Shillington 1,646
- Silsoe 2,864
- Slip End 1,404
- Stanbridge 737
- Stotfold 8,306
- Streatley 585
- Studham 540
- Tempsford 619
- Toddington 4,675
- Totternhoe 1,039
- Upper Caldecote 1,273
- Upper Gravenhurst 597
- Westoning 2,191
- Woburn 957
- Wrestlingworth 596